# Sur la pointe des pieds
 (février 2017).
Cet article concerne la posture. Pour la marche sur la pointe des pieds pathologique, voir équinisme.

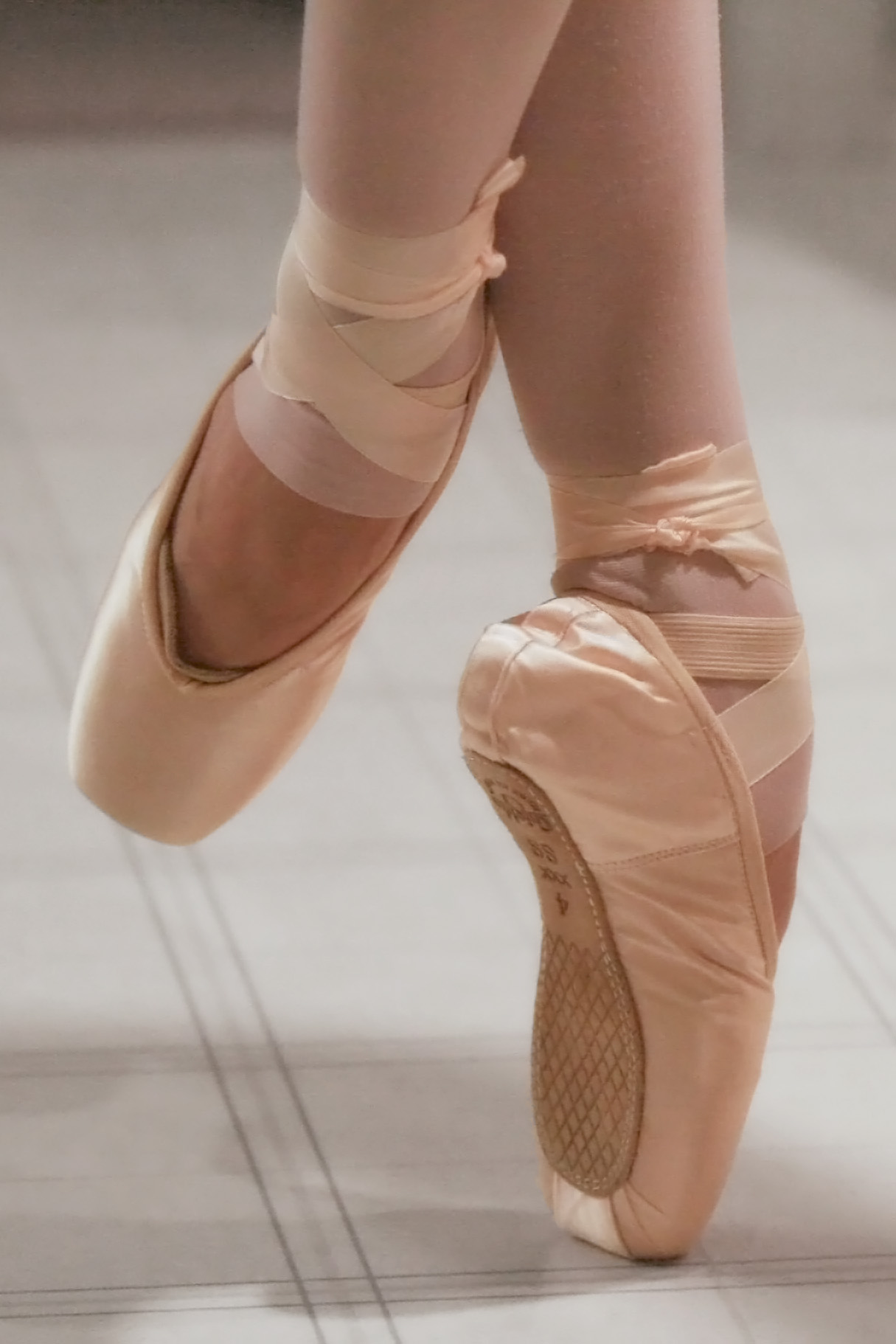
Danseuse de ballet se maintenant sur les pointes.

Sur la pointe des pieds décrit une posture et un mode de locomotion qui implique le retrait d'un ou deux talons du sol et le maintien sur les orteils.

## Biomécanique
Pour se maintenir sur la pointe des pieds, la cheville doit pivoter afin d'élever le talon au-dessus du sol. Cela fait intervenir plusieurs muscles, dont le muscle triceps sural. La réduction de l'appui au sol entraîne une augmentation de la pression et implique un réajustement de l'équilibre par, entre autres, le repositionnement et la stabilisation du centre de masse du corps.

## Objectifs

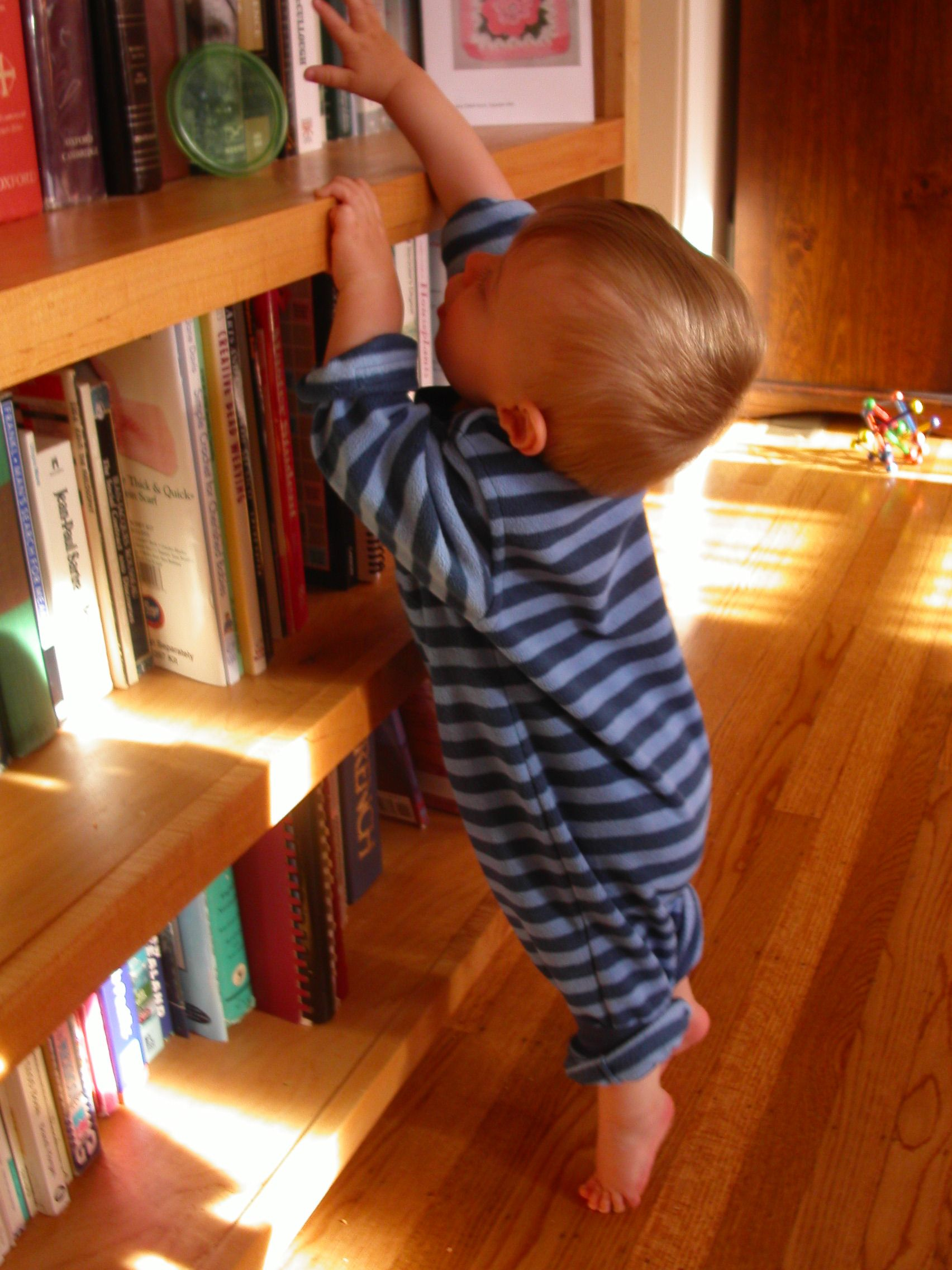
Un bébé se plaçant sur la pointe des pieds pour accéder à un livre

Le positionnement sur la pointe des pieds peut s'effectuer pour diverses raisons.
L'une-d'elles est d'augmenter légèrement sa taille et sa portée (en) pour accéder à quelque chose ou pour avoir l'air plus grand. Lors d'un discours, certaines personnes s'élèvent ainsi momentanément et périodiquement sur la pointe des pieds. [réf. souhaitée]
On peut aussi marcher sur la pointe des pieds pour réduire la surface d'appui des pieds et ainsi positionner plus précisément ces derniers. Parfois, cela est fait pour éviter des objets au sol ou réduire le choc du pied sur ce dernier, notamment pour réduire le bruit lié au déplacement. Cependant, la diminution de bruit peut être compensée par la réaction du sol à l'augmentation de pression. Le stéréotype du voleur ou de l'espion marchant sur la pointe des pieds est grandement représenté dans la culture populaire. [réf. souhaitée]

## Sports

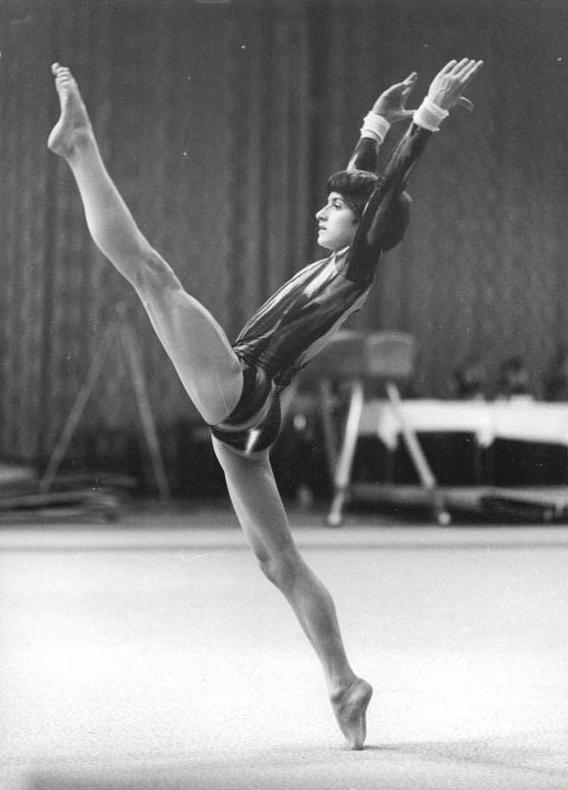
La danseuse Regina Grabolle sur la pointe des pieds.